# Andrzej Malina
Andrzej Janusz Malina (né le 11 octobre 1960 à Klarysew) est un lutteur polonais.

## Palmarès

### Jeux olympiques
- Participation en moins de 90 kg aux Jeux olympiques de 1988 à Séoul (Corée du Sud).

### Championnats du monde
- Médaille d'or en catégorie des moins de 90 kg aux Championnats du monde de lutte 1986 à Budapest

### Championnats d'Europe
- Médaille de bronze en catégorie des moins de 82 kg aux Championnats d'Europe de lutte 1983 à Budapest
- Médaille d'argent en catégorie des moins de 82 kg aux Championnats d'Europe de lutte 1982 à Varna

## Honneurs et distinctions
- Il est élu Sportif polonais de l'année en 1986.
- Il est décoré dans l'ordre de la Croix du Mérite polonais (argent, puis or)